# تپه عباس‌آباد
تپه عباس‌آباد در شهرستان بوئین‌زهرا، روستای عباس‌آباد سیف واقع شده و این اثر در تاریخ ۵ آذر ۱۳۸۰ با شمارهٔ ثبت ۴۴۱۷ به‌عنوان یکی از آثار ملی ایران به ثبت رسیده است.